# Flise
 Der er for få eller ingen kildehenvisninger i denne artikel, hvilket er et problem. Du kan hjælpe ved at angive troværdige kilder til de påstande, som fremføres i artiklen.

En flise er en skive af beton, keramik eller natursten. Fliser bruges i større antal med det formål at dække et større område, f.eks. fortove.
Fliser bruges både til gulvbelægning såvel som til vægge.
Flisen kan i tilfælde forveksles med klinken. Forskellen er at klinken er hårdere brændt end flisen, og den bruges fortrinsvis til gulvbelægning.